# Sterling (Alaska)
Sterling és una concentració de població designada pel cens dels Estats Units a l'estat d'Alaska. Segons el cens del 2000 tenia 4.705 habitants.

## Demografia
Segons el cens del 2000, Sterling tenia 4.705 habitants, 1.676 habitatges, i 1.305 famílies La densitat de població era de 23,5 habitants/km².
Dels 1.676 habitatges en un 40% hi vivien nens de menys de 18 anys, en un 66,5% hi vivien parelles casades, en un 6,7% dones solteres, i en un 22,1% no eren unitats familiars. En el 17,6% dels habitatges hi vivien persones soles el 3,4% de les quals corresponia a persones de 65 anys o més que vivien soles. El nombre mitjà de persones vivint en cada habitatge era de 2,8 i el nombre mitjà de persones que vivien en cada família era de 3,16.
Per edats la població es repartia de la següent manera: un 30,6% tenia menys de 18 anys, un 6,9% entre 18 i 24, un 29% entre 25 i 44, un 26,8% de 45 a 60 i un 6,7% 65 anys o més.
L'edat mediana era de 36 anys. Per cada 100 dones de 18 o més anys hi havia 108,2 homes.
La renda mediana per habitatge era de 47.700 $ i la renda mediana per família de 53.889 $. Els homes tenien una renda mediana de 45.063 $ mentre que les dones 27.946 $. La renda per capita de la població era de 20.741 $. Aproximadament el 7,7% de les famílies i el 10% de la població estaven per davall del llindar de pobresa.

## Poblacions properes
El següent diagrama mostra les poblacions més properes.